# Vlag van Acre

Vlag van Acre

De vlag van Acre bestaat uit twee driehoeken in de kleuren geel (links) en groen. In de linkerbovenhoek van de vlag staat een rode ster. De vlag is op 1 maart 1963 officieel bevestigd.
Geel staat voor vrede, groen voor hoop. De rode ster symboliseert het licht van de opname van Acre in Brazilië.

## Voormalige vlaggen

Vlag (1899-1900)
Vlag (1902-1903)
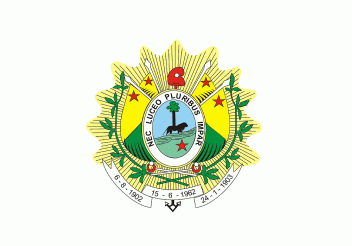
Insigne governador do estado do Acre.